# We Play (EP)
We Play là EP thứ ba của nhóm nhạc nữ Hàn Quốc Weeekly. Nó được phát hành vào ngày 17 tháng 3 năm 2021 bởi Play M và được phân phối bởi Kakao. Phiên bản vật lý của EP có hai phiên bản: "Jump" và "Up". Nó chứa 5 bài hát, bao gồm cả đĩa đơn chính "After School".

## Bối cảnh phát hành
Vào ngày 24 tháng 2, Play M Entertainment đã phát hành một bức ảnh teaser thông báo rằng Weeekly sẽ trở lại với EP thứ ba We Play của họ.
Vào ngày 3 đến ngày 4 tháng 3, nhóm đã phát hành các bộ ảnh teaser cho We Play. Vào ngày 8 tháng 3, họ đã phát hành concept film cho We Play. Concept film cũng tiết lộ "After School" là đĩa đơn chính. Vào ngày 10 tháng 3, danh sách bài hát cho We Play đã được phát hành. Vào ngày 12 tháng 3, highlight medley của EP được phát hành. Vào ngày 15 tháng 3, họ đã phát hành đoạn giới thiệu video âm nhạc cho "After School".
Vào ngày 17 tháng 3, We Play được phát hành cùng với video âm nhạc của After School.

## Quảng bá
Vào ngày 17 tháng 3 năm 2021, Weeekly đã tổ chức một buổi giới thiệu trực tuyến từ Shinhan Card Fan Square.
Nhóm đã quảng bá đĩa đơn "After School" tại M Countdown của Mnet, Music Bank của KBS2, Show! Music Core của MBC, Inkigayo của SBS, The Show của SBS MTV và Simply K-pop của Arriang TV.